# Дерюгина, Альбина Николаевна
Альби́на Никола́евна Дерю́гина (укр. Альбіна Миколаївна Дерюгіна; 16 марта 1932, Макеевка — 29 марта 2023, Киев) — советский и украинский тренер по художественной гимнастике. Герой Украины (2002). Национальная легенда Украины (2023, посмертно).
До 1992 года — старший тренер сборной СССР в этом виде спорта. После 1992 года — старший тренер сборной Украины, член исполкома Национального Олимпийского комитета Украины.

## Биография
Альбина Николаевна Дерюгина (в девичестве — Егорова) родилась 16 марта 1932 года в Макеевке.
Окончила Днепропетровский техникум физической культуры и Киевский институт физической культуры. После окончания института занялась тренерской деятельностью.
Работала тренером в Киевском политехническом институте, в обществе «Спартак». Уже к началу 1970-х годов она заставила с уважением относиться к Киевской школе художественной гимнастики. Сначала в составе сборной СССР появились её ученицы, представляющие групповые упражнения (например — Жанна Васюра), затем существенных результатов добились одиночницы и первая среди них — дочь Ирина Дерюгина.
За годы работы в качестве тренера (сначала сборной СССР, затем сборной Украины) были воспитаны олимпийские чемпионки, чемпионки мира и Европы. Среди них: Ольга Щеголева, Ольга Плохова, Виктория Серых, Людмила Евтушенко, Ирина Дерюгина, Александра Тимошенко, Оксана Скалдина, Элина Хозлу, Тамара Ерофеева, Анна Бессонова, Наталья Годунко, Анна Ризатдинова, Виктория Мазур.
С 1986 года — президент Федерации художественной гимнастики. В Киеве Альбиной Дерюгиной была организована школа художественной гимнастики «Школа Дерюгиных», приобретшая мировую известность. Школа работала под управлением Альбины и Ирины Дерюгиных.
Скончалась 29 марта 2023 года на 92-м году жизни.

## Награды и отличия
- Герой Украины (с вручением ордена Державы, 15 марта 2002 — за выдающиеся личные заслуги перед Украинским государством в развитии спорта, создания национальной школы художественной гимнастики)[6].
- Орден «За заслуги» II степени (2012)[7]
- Почётный знак отличия Президента Украины (1995)[8]
- Орден княгини Ольги II степени (11.10.2021)[9]
- Орден княгини Ольги III степени (2013)[10]
- Награждена орденами — «Знак Почёта», Трудового Красного Знамени; медалями — «За подготовку мастеров спорта», «За доблестный труд. В ознаменование 100-летия со дня рождения В. И. Ленина», «В память 1500-летия Киева»
- Национальная легенда Украины (2023, посмертно)[11]
- Заслуженный тренер СССР.
- Заслуженный тренер Украины.
- Заслуженный работник культуры УССР.
- Судья международной категории.
- Заслуженный работник физической культуры и спорта Украины (2001)[12].